# Limnoria clarkae
Limnoria clarkae är en kräftdjursart som först beskrevs av Brian Frederick Kensley och Marilyn Schotte 1987.  Limnoria clarkae ingår i släktet Limnoria och familjen borrgråsuggor.
Artens utbredningsområde är Aldabra. Inga underarter finns listade i Catalogue of Life.